# Yúliya Skokova
Yúliya Ígorevna Skokova –en ruso, Юлия Игоревна Скокова– (Sverdlovsk, URSS, 1 de diciembre de 1982) es una deportista rusa que compitió en patinaje de velocidad sobre hielo. 
Participó en los Juegos Olímpicos de Sochi 2014, obteniendo una medalla de bronce en la prueba de persecución por equipos (junto con Olga Graf, Yekaterina Lobysheva y Yekaterina Shijova). Ganó una medalla de bronce en el Campeonato Mundial de Patinaje de Velocidad sobre Hielo de 2015.

## Palmarés internacional
| Juegos Olímpicos                           | Juegos Olímpicos          | Juegos Olímpicos  | Juegos Olímpicos        |
| Año                                        | Lugar                     | Medalla           | Prueba                  |
| ------------------------------------------ | ------------------------- | ----------------- | ----------------------- |
| 2014                                       | Sochi (Rusia)             | Medalla de bronce | Persecución por equipos |
| Campeonato Mundial                         |                           |                   |                         |
| Campeonato Mundial en Distancia Individual |                           |                   |                         |
| Año                                        | Lugar                     | Medalla           | Prueba                  |
| 2015                                       | Heerenveen (Países Bajos) | Medalla de bronce | Persecución por equipos |